# جامعة ياغيلونيا

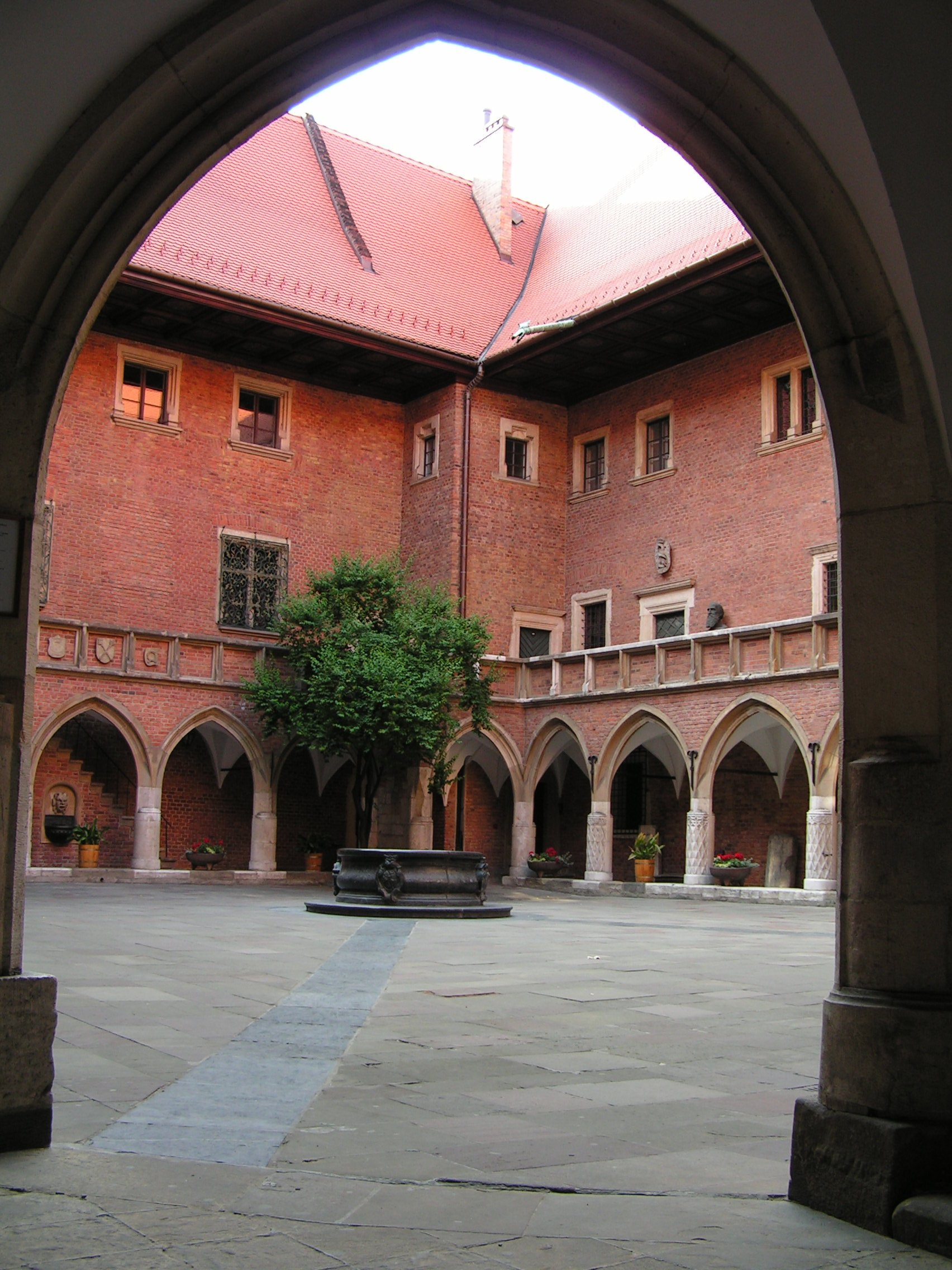
بهو داخلي في حرم المبنى الرئيسي للجامعة

جامعة ياغيلونيا (بالبولونية: Uniwersytet Jagielloński ) هي جامعة عريقة في مدينة كراكوف في بولندا، وتأسست سنة 1364 من قبل الملك كازيمير الثالث الأعظم تحت اسم Studium Generale، ومنذ سنة 1817 تحمل الجامعة اسم جامعة ياغيلونيا. تدعى هذه الجامعة أيضاً باسم جامعة كراكوف.
ياغيلونيا هي أقدم جامعة في بولندا، وثاني أقدم جامعة في أوروبا الوسطى بعد جامعة كارلوفا في براغ.
من أشهر خريجي هذه الجامعة عالم الفلك نيكولاس كوبرنيكوس والبابا يوحنا بولس الثاني.

## اقرأ أيضاً
- جامعة كارلوفا في براغ

## وصلات خارجية
- موقع الجامعة الرسمي باللغة الإنجليزية